# Bershka

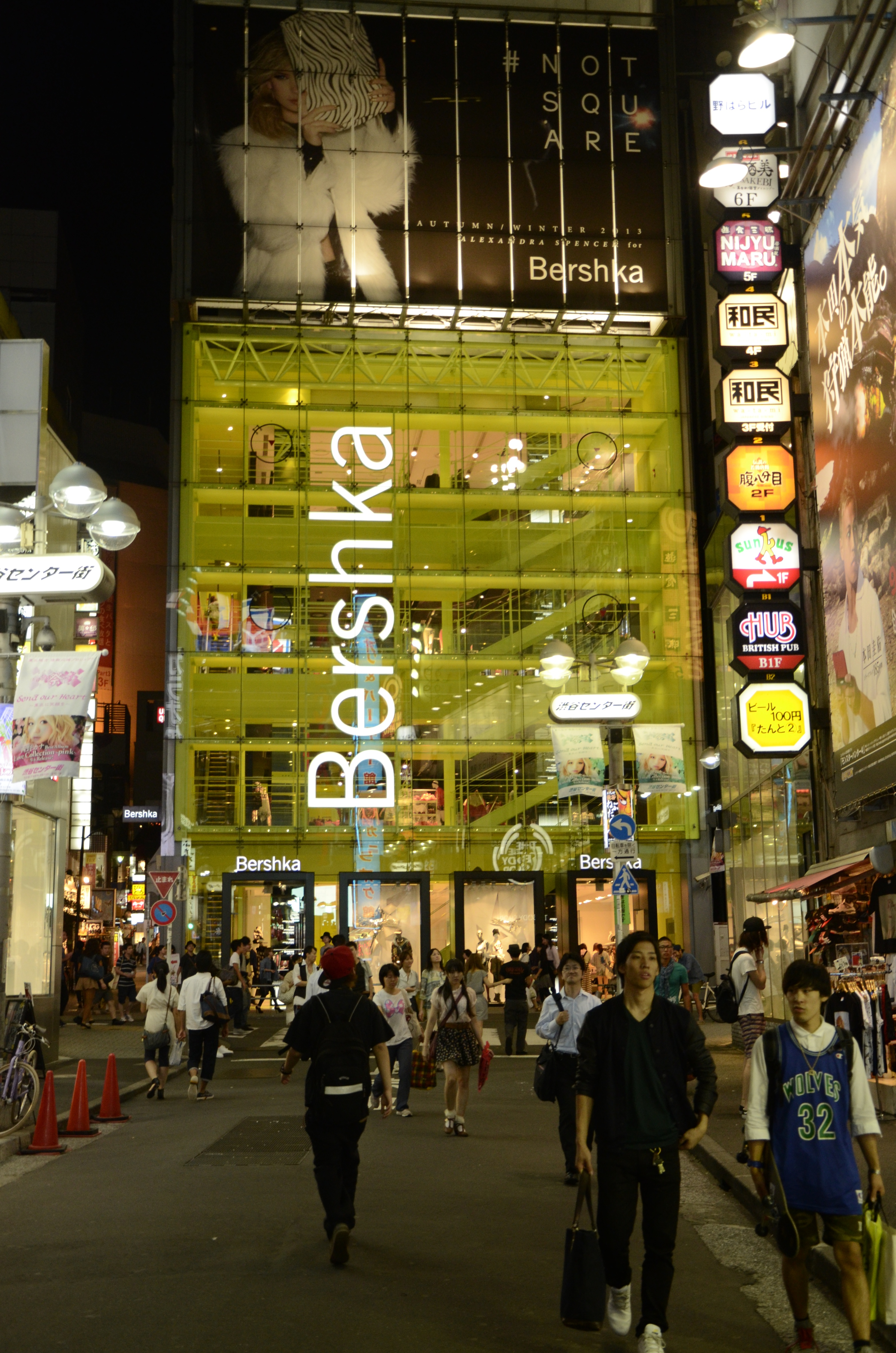
Bershka-Geschäft in Shibuya, Tokio.

Bershka ist eine Kette von Geschäften der spanischen Inditex-Gruppe. Die Kette verkauft niedrigpreisige Kleidung für junge Menschen. Das Unternehmen ist mit Filialen auch in Deutschland präsent.

## Geschichte
Das Unternehmen wurde 1998 gegründet durch Amancio Ortega Gaona in A Coruña.
Im Jahr 2011 wurde in Berlin das erste Bershka-Ladengeschäft in Deutschland eröffnet. Weitere Filialen befinden sich u. a. in Aachen, Dresden, Frankfurt am Main, Köln, Mannheim, München, Oberhausen, Saarbrücken, Stuttgart, Bielefeld, Hamburg und Regensburg.
Rund 50 % der Produkte werden nach Auskunft von Inditex in Spanien, Portugal und Marokko produziert. Weitere 15 % stammen aus anderen europäischen Ländern, inklusive der Türkei. Die restlichen 35 % werden unter anderem in Asien gefertigt.